# Parafia św. Kazimierza w Nowej Wilejce
Parafia św. Kazimierza w Nowej Wilejce – parafia rzymskokatolicka w Wilnie, w dzielnicy Nowa Wilejka. 

## Historia
Przez 90 lat jedyna parafia rzymskokatolicka w miasteczku Nowa Wilejka, które po II wojnie światowej zostało przyłączone do Wilna. W związku z tym w Wilnie są obecnie dwie parafie tegoż patrona.
Parafialny kościół św. Kazimierza został wyświęcony w 1911.
W 2001 z parafii wyodrębniono inną przy kościele Matki Bożej Królowej Pokoju zbudowanym u schyłku II Rzeczypospolitej jako kościół garnizonowy dla dużego garnizonu Wojska Polskiego.
Poza proboszczami do znanych duchownych związanych z kościołem można zaliczyć: arcybiskupa Romualda Jałbrzykowskiego, bł. Jerzego Matulewicza oraz redemptorystę o. Franciszka Świątka, o którego proces beatyfikacyjny trwają starania.

## Proboszczowie
| imię i nazwisko         | daty urzędowania |
| ----------------------- | ---------------- |
| Ks. Anicet Butkiewicz   | 1906–1914        |
| Ks. Tadeusz Makarewicz  |                  |
| Ks. Julian Eydziatowicz |                  |
| Ks. Jan Ulickas         |                  |
| Ks. Wacław Wołodkowicz  |                  |
| Ks. Jonas Varaneckas    |                  |
| Ks. Eigantas Rudokas    |                  |